# Nils Perne
Nils Johan Perne, född 4 maj 1905 i Uppsala församling, död 27 december 1965 i Kungsholms församling i Stockholm, var en svensk kompositör, textförfattare och teaterchef. 
Han var son till direktör Johan Perne och bror till text- och sketchförfattaren Lars Perne.

## Biografi
Nils Perne kom 1919 med föräldrarna Johan Perne och Thora Jönsson från Uppsala till Stockholm. Efter examen vid Schartaus handelsinstitut 1926 bildade Perne tillsammans med kurskamraten Georg Eliasson duon Nils-Georg, som från slutet av 1920-talet skrev en mängd schlagertexter och kupletter, bland annat för Ernst Rolf. Många av deras texter gavs ut på det gemensamma förlaget Nils-Georgs Musikförlags AB, där Eliasson var verkställande direktör. Paret skildes åt 1935 och Georg Eliasson övertog ensam den gemensamma signaturen och förlaget.
Perne etablerade sig vid mitten 1930-talet som frilansande kompositör och textförfattare för såväl radio som grammofon, nu under pseudonymen "Jokern". Särskilt populär blev radioserien Vårat gäng 1939, i samarbete med Sven Paddock. Under andra världskriget kom Pernes största succé, Min soldat, som han skrev text och musik till för Gösta Jonssons revy Det kommer en vår 1940, och välkänd inte minst genom Ulla Billquists insjungning. Bland andra "Jokern"-kompositioner kan nämnas Säg det med ett leende från samma år.
I slutet av 30-talet sjöng han själv in några skivor under pseudonymen Gunnar Gregor.
Perne blev chef för Oscarsteatern 1948. Han var även teaterchef på Södran och Scalateatern.
Från 1950 och till sin död var han gift med skådespelaren Sylva Åkesson. Perne är begravd på Norra begravningsplatsen i Solna utanför Stockholm.

## Filmografi

### Manus
- 1955 – Karusellen i fjällen
- 1942 – Vårat gäng
- 1941 – I natt - eller aldrig
- 1941 – Gatans serenad

### Musik
- 1944 – Skåningar
- 1941 – Gatans serenad

## Text och/eller melodiförfattare

### Melodier
- Alice i Tyrolen
- Alle man på post
- Bland kobbar och skär
- Bästa man på plan
- Cubana
- De' va' en stark sak
- De' ä' ja' som ä' basen för basset
- Det kan aldrig bli för många stjärnor
- Det kommer en vår
- Det skall vara en fänrik i år
- Det är så lätt att bli förälskad (här i Gamla Stan)
- Efter alla dessa år
- En ros, signore - från blommornas torg
- Ett skepp går till Shanghai
- Fagra sommarnatt
- Farliga killar är härliga
- Farväl du vackra dröm
- Flickan från Södermalm
- Från mej till dej
- Gatans serenad
- Han spelte på sitt posi-posi-positiv
- Hela Sverige dansar jitterbug
- Ho-dadia-da
- Här på Söder
- I Budapest
- I vackra drömmars land
- Inget gäng är som Vårat Gäng
- Jag vet ett litet hotell
- Jeanette
- Jitterbug från Söder
- Joddel-paraden
- Kamrater, här går vägen
- Kan du baga äggakaga?
- Killen ä' crazy
- La-di-da
- Leendets sång
- Lergöken
- Lyckan kommer
- Låt mig bli med i erat gäng
- Mademoiselle!
- Madonna från Santa Fé
- Margona
- Med en sång på mina läppar
- Min skål, din skål, alla vackra flickors skål
- Min soldat
- Morgondagens melodi
- My One and Only Highland Fling
- Mélodie d'amour
- Nu ska' jag sta och fria
- När molnen skingras
- On ne sait jamais
- Over the Rainbow
- Sista skriket
- Sjung och le
- Skålsång
- Smått förälskad
- Soldatens jul
- Som en stilla melodi
- Stigbergsgatan 8
- Stilla glider gondolen
- Swing it, Karlsson!
- Säg det med ett leende
- Så blå som himlen var då
- Ta' dej lite' ledigt ibland
- Taking a Chance on Love
- Tambourin
- Thank You
- The Donkey Serenade
- Too Young
- Tre bröder från Söder
- Vad säger du då?
- Varje söndagsmorgon gå vi opp me' solen
- Vi har gungat uppå havet
- Vid barndomshemmets grind
- Vid den gamla pilen
- Världen är full av violer
- Vårat gäng
- Å så svänger vi ett tag
- Åh, om det bara var han